# ذباب مسطح الأرجل
ذباب مسطح الأرجل (الاسم العلمي: Platypezoidea)، فصيلة عليا من الذباب وتنتمي إلى رتيبة قصيرات القرون وقسم عديمات الدرز الجبهي. فصائلها خمسة.